# Fórum municipal romano de Mérida
O fórum romano municipal de Mérida, vulgarmente chamado simplesmente fórum romano de Mérida, foi construído na colónia romana de Augusta Emerita, a cidade que atualmente se chama Mérida, na província de Badajoz e comunidade autónoma da Estremadura, Espanha.

## História e descrição
Augusta Emerita foi fundada em 25 a.C. pelo imperador romano Augusto, para os soldados eméritos do exército romano das duas legiões veteranas das Guerras Cantábricas: a Legio V Alaudae e a Legio X Gemina. A cidade foi capital da província romana da Lusitânia. O termo emeritus significa em latim "aposentado", referindo-se aos soldados aposentados com honra.
Segundo alguns autores Augusta Emerita teve dois fóruns: o fórum municipal e o fórum provincial. A área coberta pelo fórum municipal situa-se entre as atuais ruas de San José e Los Maestros, por um lado, e entre o Templo de Diana e da rua Viñeros por outro.
A estrutura do fórum correspondia a um esquema muito utilizado nas cidades romanas ocidentais durante o início da era imperial. No fórum municipal havia vários edifícios:
- O Templo de Diana, dedicado ao culto imperial.
- O  Templo de Marte, também dedicado ao culto imperial.
- O Pórtico do Fórum, que se encontrava perto do Templo de Diana. Foi construído no século I d.C. e era composto por edifício com um pórtico com uma parede onde havia vários nichos para estátuas, algumas delas encontradas no local. O pórtico foi restaurado no século XX e os restos encontrados estão expostos no Museu Nacional de Arte Romana de Mérida.
- Uma basílica, localizada em frente ao Templo de Diana.
- Termas